# Monts Ouvaly
Les monts Ouvaly ou monts Oulavly sont un ensemble de collines de la Russie européenne. Ils sont situés au nord-est de Moscou, entre la Volga au sud-ouest, l'Oural à l'est et la chaîne de Timan au nord.
Ces contreforts, qui se dressent à l'ouest de la partie centrale de l'Oural et au sud de la plaine de la Petchora, font partie de la plaine d'Europe orientale. Ils bordent par le sud les vallées de la Soukhona et de la Vytchegda, par le nord le cours amont de la Viatka et de la Kama. Au sud-ouest s'étend la large vallée de la haute-Volga.
Ce massif de montagnes érodé par le mouvement des glaciers quaternaires, au cœur d'une région très faiblement peuplée, se divise en une région de colline et une région plus montagneuse et rocheuse. Les fleuves y ont découpé des gorges : celles du Ioug, de la Louza, de la Moloma, de la Syssola et de l’Ounja, qui y prennent d'ailleurs aussi leur source.

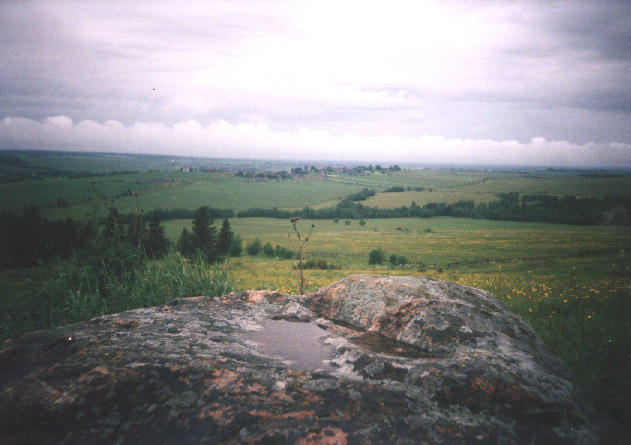
Vue du point culminant des monts Ouvaly : le mont Isakov.